# Mikhail Dieterichs
Mikhail Konstantinovitch Dieterichs (en russe : Михаил Константинович Дитерихс), né le 17 mai 1874 et décédé le 8 septembre 1937 à Shanghai, est un général russe et une personnalité politique, monarchiste, des Armées blanches en Sibérie, président du gouvernement russe de Vladivostok (1922).

## Biographie

### Formation
Mikhail Dieterichs est né en 1874 dans la famille du général d'infanterie Constantin Alexandrovitch Dieterichs (1823-1899), de lointaine ascendance tchèque de Moravie, qui avait servi dans l'Armée impériale russe du Caucase. Sa mère, Olga Iossifovna Mousnitskaïa, est issue de la noblesse russe, fille d'un général. Sa sœur aînée Anna (1859-1927) deviendra l'épouse du tolstoïen Vladimir Tchertkov, sa sœur Elena, l'épouse du prince A. A. Obolenski, sa sœur Olga épousera Andrei Tolstoï, sixième fils de Leon Tolstoï et sa sœur Maria un noble espagnol, Rafael de Ferran. Il a trois frères, Iossif (Joseph) qui deviendra secrétaire de Tolstoï, Léonid qui deviendra journaliste et historien d'art et Vladimir qui deviendra contre-amiral de la flotte impériale pendant la guerre de 1914-1917.
En 1894, Mikhail Dieterichs, diplômé du Corps des Pages intègre la 2e brigade d'artillerie de la Garde impériale. Après une formation complémentaire à l’académie d’état-major il sert de 1900 à 1903 dans la région militaire de Moscou. En 1903 il prend le commandement d’un escadron du 3e régiment de dragons.
Mikhail participe à la Guerre russo-japonaise. En 1910, il est nommé adjudant-major-principal dans la circonscription militaire de Kiev.

### La Première Guerre mondiale

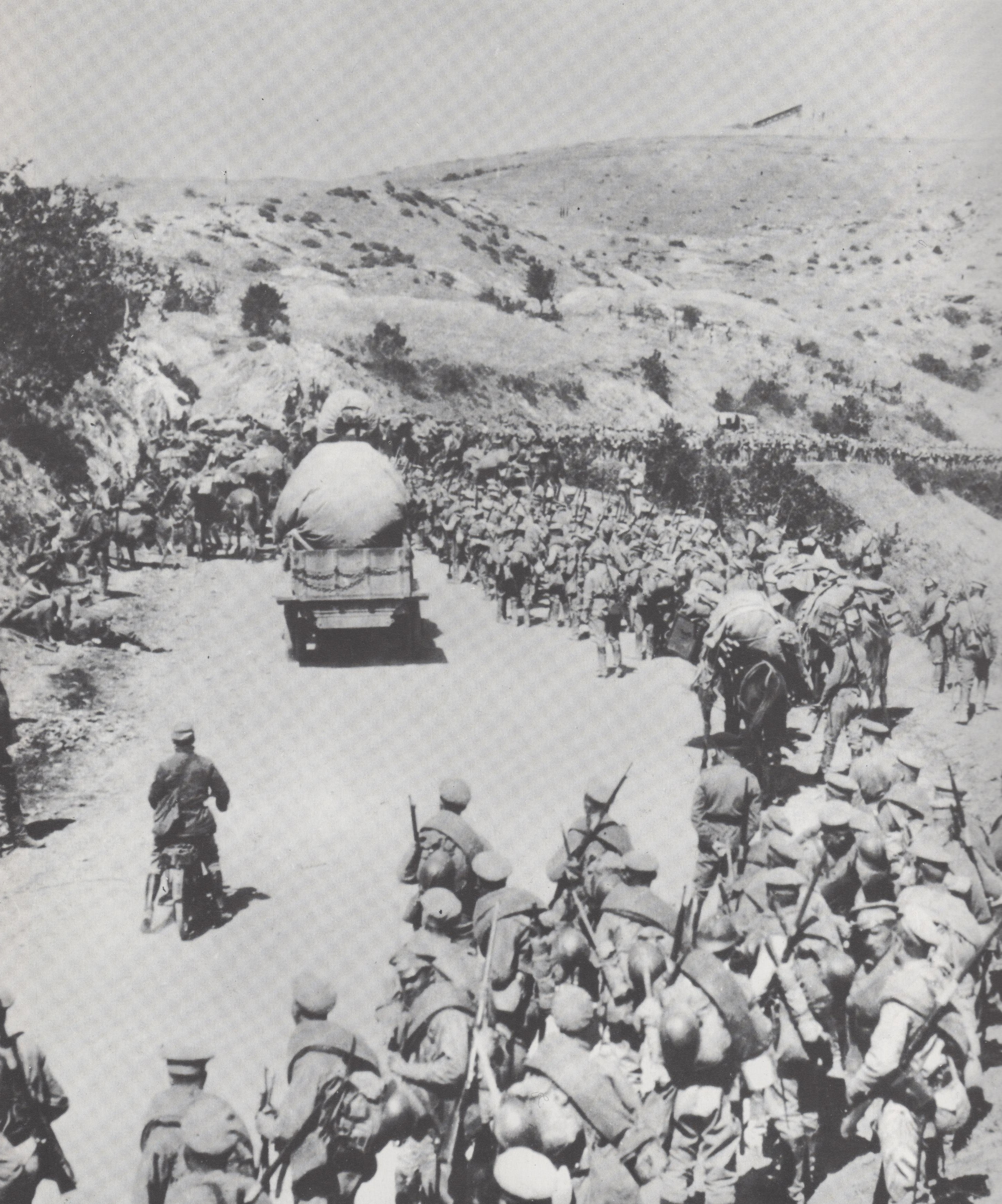
La brigade russe du corps expéditionnaire allié en Orient commandée par Dieterichs.

Dieterichs participe à la plupart des batailles de la  Première Guerre mondiale. Il trace les plans des opérations qui vont mener le général Alexeï Broussilov à une victoire sur le front Sud-Ouest.
En septembre 1916 il se rend d’Arkhangelsk à Thessalonique où il est le chef d'état-major de la 3e armée en Grèce. Il commande une brigade russe du corps expéditionnaire allié d’Orient. Le général Maurice Sarrail dit le plus grand bien de lui et de son unité. Lui et ses hommes combattent principalement en Serbie avec les troupes françaises. Ils arrivent à briser le front bulgare et permettent ainsi la prise de Monastir. Après ces premiers succès, le général russe doit lutter pour que ses maigres effectifs ne soient pas intégrés à l'armée serbe. En 1917, il est nommé général de division toujours sur le front de Salonique.

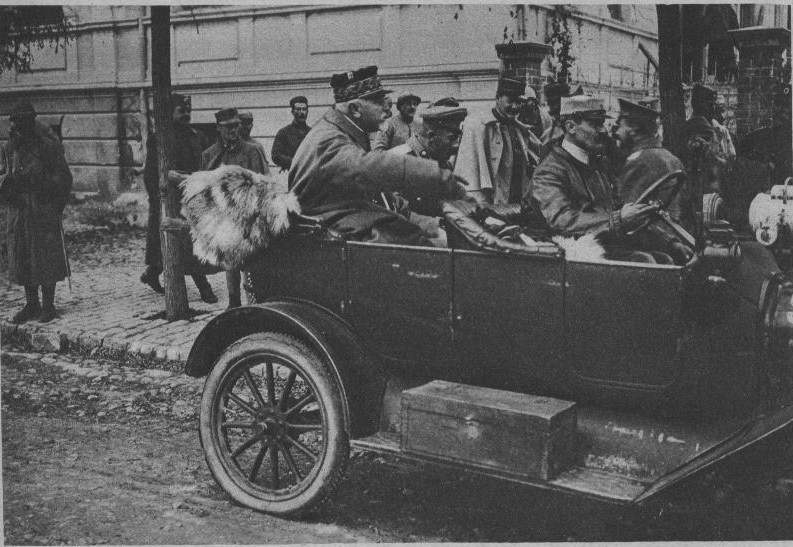
Mikhail et Paul Leblois à Monastir en décembre 1916

### Les deux révolutions
Mikhail Dieterichs est chef d'état-major dans l'armée de terre d'août à novembre 1917. En août 1917, on lui propose le poste de Ministre de la Guerre, mais il y renonce en septembre 1917 et est nommé au Haut-état-major.
Après la révolution d'octobre Dieterichs échappe à une arrestation par les bolcheviks et rejoint sa famille à Kiev le 8 novembre 1917. Il est nommé rapidement chef d'état-major du corps tchèque de l'armée de la jeune République populaire ukrainienne à la demande des Tchèques et des Slovaques (mars 1918-février 1919)
Le chef d'état-major Dieterichs part de Kiev quand la République populaire ukrainienne signe le traité de Brest-Litovsk le 3 mars 1918, et rejoint la Sibérie. Il emmène avec lui les bataillons tchèques, dont les hommes veulent combattre sur les fronts occidentaux.
Le général Dieterichs va à Vladivostok pour échapper à une arrestation.
Les légions tchèques lui demandent de prendre leur commandement. Il a déjà aidé les Tchèques lors de leur résistance face aux rouges en mai 1918. Il obtient de l'aide en conseillers et en matériel à la fois des Britanniques et des Anglais. Il dirige 10 000 hommes et a le soutien de Masaryk. Mikhail Dieterichs est assez impatient de les renvoyer combattre les bolcheviks. Eux beaucoup moins...

### La guerre civile russe
Ivan Pavlovitch Kalmykov, ataman des cosaques de l’Oussouri mène des actions de guérilla contre les garnisons bolcheviks à l'est du chemin de fer de l’Est chinois et s'empare le 4 juillet 1918 de la gare de Grodekovo où il installe son quartier-général. Avec le renforcement d'éléments tchèques dépendant du général Dieterichs et l'aide de la 12e division d'infanterie japonaise, Kalmykov s'empare de Khabarovsk en septembre 1918.

### Avec Koltchak (novembre 1918)
Alexandre Koltchak lui ordonne de procéder à des arrestations de membres du  Directoire d'Oufa, mais il retarde son déplacement. Après quelques jours, le 26 novembre 1918, il doit accepter d'obéir finalement à l'ordre de Koltchak et en même temps il démissionne de son commandement du Corps tchécoslovaque après une période de relations tendues. Dieterichs doit aussi arrêter Victor Tchernov, politicien socialiste révolutionnaire, membre du gouvernement de Samara à Iekaterinbourg et lui demande d'arrêter 20 parlementaires à Omsk.
De janvier à juillet 1919 Mikhail Dieterichs supervise personnellement, en tant que proche de Koltchak, l'enquête du juge Nicolaï Sokolov sur l'assassinat du Tsar Nicolas II de Russie et de sa famille,.
En juillet 1919 Dieterichs prend le commandement de l'armée de Sibérie de l'amiral Alexandre Koltchak. De l'avis de ses pairs, le général Dieterichs est sans doute le plus expérimenté des officiers d'état-major disponibles en Sibérie.
Durant tout la fin de l'été, la retraite se poursuit. Les armées blanches sibériennes, en désagrégation croissante, n'opposent qu'une faible résistance. Koltchak est forcé de quitter Iekaterinbourg, son dernier quartier général. Enfin, après un violent combat, les forces rouges sont entrées dans Tcheliabinsk, ultime station du transsibérien en territoire administratif d'Europe, tandis que, davantage au Nord, elles parviennent à 300 kilomètres à l’est de Perm. Il s'ensuit que les soldats du gouvernement d'Omsk sont ramenés en Asie, à l'intérieur des limites sibériennes. L'étendue et la rapidité de leur retraite établissent la pénurie relative des moyens dont dispose l'amiral Koltchak et surtout la faiblesse de ses réserves.
L'armée blanche rétablit une ligne le long des rivières Tobol et Ichim pour stopper temporairement les rouges. Mikhail Dieterichs mène une contre-offensive, rejette l’Armée rouge de l’autre côté du Tobol et avance de 150 km dans certains secteurs. Elle tient cette ligne jusqu'à octobre, mais la perte constante des hommes tués ou blessés l'affaiblit, alors que les rouges se renforcent.
En décembre 1919, Mikhail Dieterichs démissionne après une âpre querelle avec Koltchak et émigre à Harbin en Mandchourie.
En mai 1920, la plupart des troupes étrangères partent de Vladivostok et Mikhail Dieterichs et son armée se retrouvent seuls face à une grande partie de l'Armée rouge.

### Le Zemski Sobor de 1922
Le gouvernement provisoire de Priamour (kraï du Primorié) est le dernier bastion des Armées blanches au cours de la guerre civile russe et se maintient entre 25 mai 1921 et le 25 octobre 1922. Il est né d'un coup d'État à Vladivostok et dans ses environs, dont le but est de rompre avec la République d'Extrême-Orient. Ce coup d'État est mené par les anciens compagnons du général Vladimir Kappel.
Le gouvernement est dirigé en premier par les frères Merkoulov. Un peu plus tard, l'Ataman cosaque Grigori Semenov essaie de prendre le pouvoir, mais il n'est pas soutenu par les Japonais et se retire. Les hommes de Kappel, les Kappelevtsy, le détestent.
Peu à peu l'enclave réussit à s'étendre à Khabarovsk et Spassk, à 125 km au nord de Vladivostok. Les Merkoulov sont écartés le 1er juin 1922 et Mikhail Dieterichs prend le commandement des forces  le 8 juin 1922. Le même jour, il devient président provisoire du gouvernement. Il convoque le 10 juin 1922 l'Assemblée nationale. Mikhail Dieterichs offre la régence de Vladivostok et sa région à Maria Fedorovna, la mère de Nicolas II de Russie.
Le Japon annonce à l'été 1922, l'évacuation de ses troupes.
En août 1922 rassemble un Zemski sobor de la région de l'Amour à Vladivostok. En faisant cela il ressuscite la réunion d'États généraux, assemblées remontant presque au Moyen Âge.
Ce Zemski sobor appelle le peuple russe à se repentir d'avoir renversé Nicolas II et demande le retour à la monarchie avec, comme tsar, le grand-duc Nicolas Nikolaïevitch Romanov. Le patriarche Tikhon, qui n'est pas présent, le nomme président honoraire. Mikhail Dieterichs est élu président du gouvernement presque à l'unanimité le 8 août 1922.
Mikhail Dieterichs prend des mesures visant à améliorer l'efficacité opérationnelle de l'armée, imitant Wrangel. Il fait des efforts pour obtenir l'appui de la population locale pour sa cause, son combat et appelle à une sainte croisade contre le bolchévisme. Il essaie également, en vain, de convaincre les Japonais de ne pas retirer leur soutien militaire. Mais les Japonais ne fournissent même plus de munitions à ses troupes.
Cependant, deux mois plus tard, la région de l'Amour tombe aux mains des bolcheviks.

### L'exil
Mikhail Dieterichs et les Armées blanches sont vaincus. Ils évacuent de Vladivostok en direction de la Chine et de la Corée en empruntant des navires japonais. Lui va au Japon. En mai 1923 Dieterichs passe par un camp de réfugiés militaires à Harbin, ville où sont installés de nombreux émigrés blancs. Il est nommé chef pour l'Extrême-Orient de l’Union générale des combattants russes, dirigé par l'ancien général des armées blanches et dirigeant Piotr Nikolaïevitch Wrangel. En 1931, de Shanghai, il envoie des tracts et le Livre blanc de l'émigration russe dans le monde, qui appelle à la lutte contre la Russie soviétique. Il dirige pour l'Asie cette association anticommuniste de 1923 à 1937.
En 1920 Dieterichs donne ses conclusions sur l'assassinat du Tsar Nicolas II de Russie et de sa famille, après avoir enquêté avec le juge Nicolaï Sokolov dans un article de la Revue des deux Mondes. Il publie en 1922 un livre. Cet ouvrage est intitulé : Le meurtre de la famille royale et des serviteurs de la Maison des Romanov dans l'Oural (en russe : Убийство Царской семьи и членов Дома Романовых на Урале). Dans ce livre Dieterichs démontre qu'ils sont tous morts et affirme aussi que « la révolution et le massacre des Romanov sont dus aux juifs. »
Les blancs sont divisés en plusieurs mouvements et sur l'attitude à adopter face aux nouveaux totalitarismes qui menacent le monde. La plupart des jeunes rejoignent l'Union des solidaristes russes. Dans l'été 1937, Dieterichs rédige un testament. Mikhail Dieterichs est décédé à Shanghai en septembre 1937, à l'âge de 63 ans.